# Osiedle Akademickie (Kraków)
Osiedle Akademickie – osiedle Krakowa wchodzące w skład Dzielnicy XIV Czyżyny, niestanowiące jednostki pomocniczej niższego rzędu w ramach dzielnicy.

## Usytuowanie
Osiedle Akademickie mieści się pomiędzy aleją generała T. Bora-Komorowskiego i I. Stella Sawickiego w Krakowie.
Od kilku lat powstają bloki mieszkalne. Osiedle Akademickie zlokalizowane przy ul. Skarżyńskiego w Krakowie. Obok bloków mieszkalnych przebiega pas lotniczy dawnego Lotniska Kraków-Rakowice-Czyżyny istniejącego od 1912 do 1963 roku, na którym organizuje się: Piknik TIR-owców; Coke Festival; Piknik Lotniczy. Z uwagi na bliskość akademików Politechniki Krakowskiej odbywają się również juwenalia.
Jest bardzo blisko do Muzeum Lotnictwa, największego tego typu muzeum w Polsce.

## Galeria

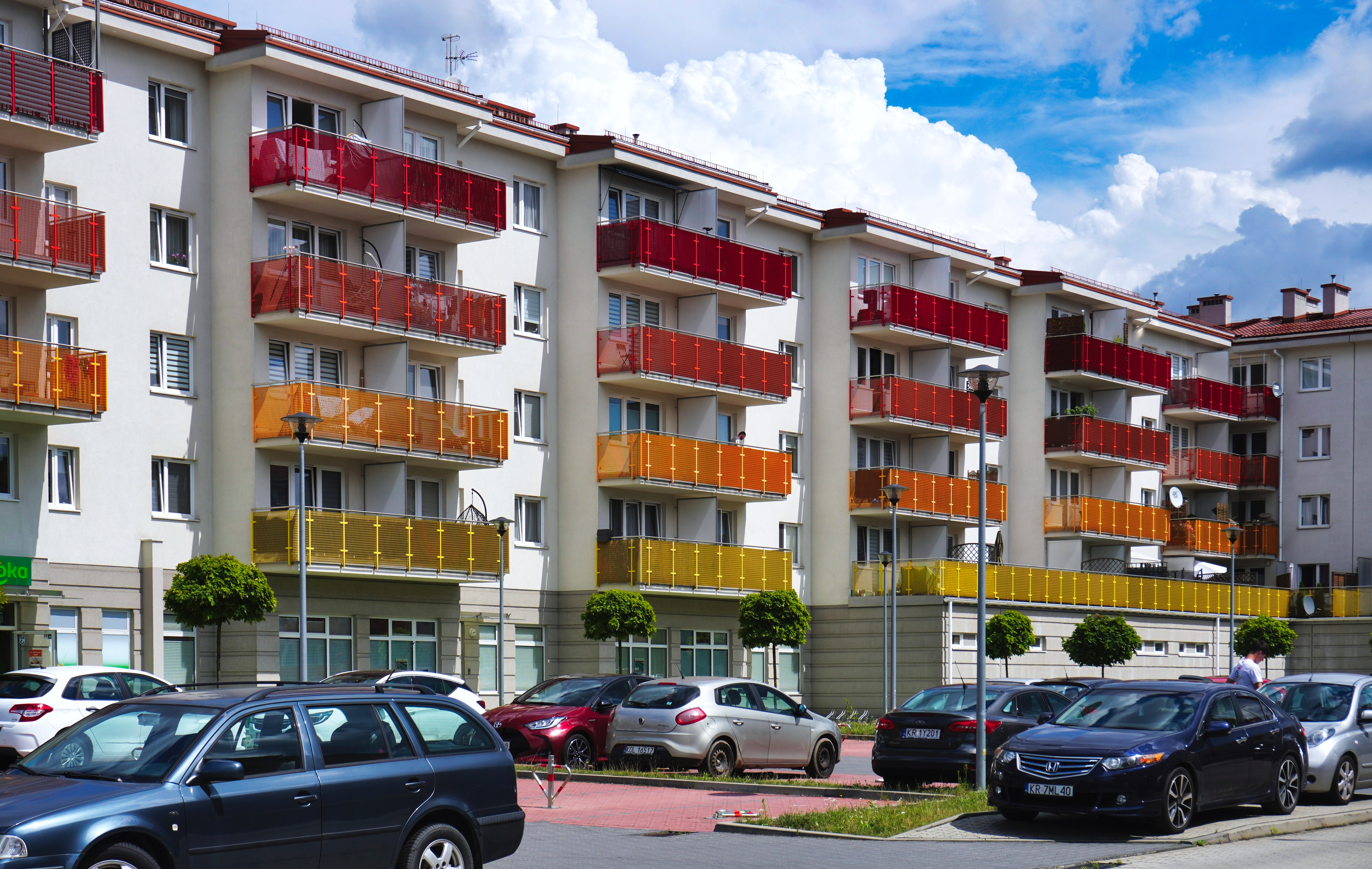
Wnętrze osiedla, os. Akademickie 9

## Obiekty
Osiedle mieszkaniowe. Obecnie znajdują się na nim bloki nr: 1, 2, 3, 4, 5 i 6. Planowana jest budowa dalszych 3 obiektów.